# Peripatopsis moseleyi
Espèce
Peripatopsis moseleyi est une espèce d'onychophore présente dans l'hémisphère sud, qui vit dans des crevasses et des litières de feuilles. Ce sont des prédateurs nocturnes d'autres invertébrés, qu'ils immobilisent en projetant une bave gluante produite par leurs glandes salivaires.